# イオンモール東浦

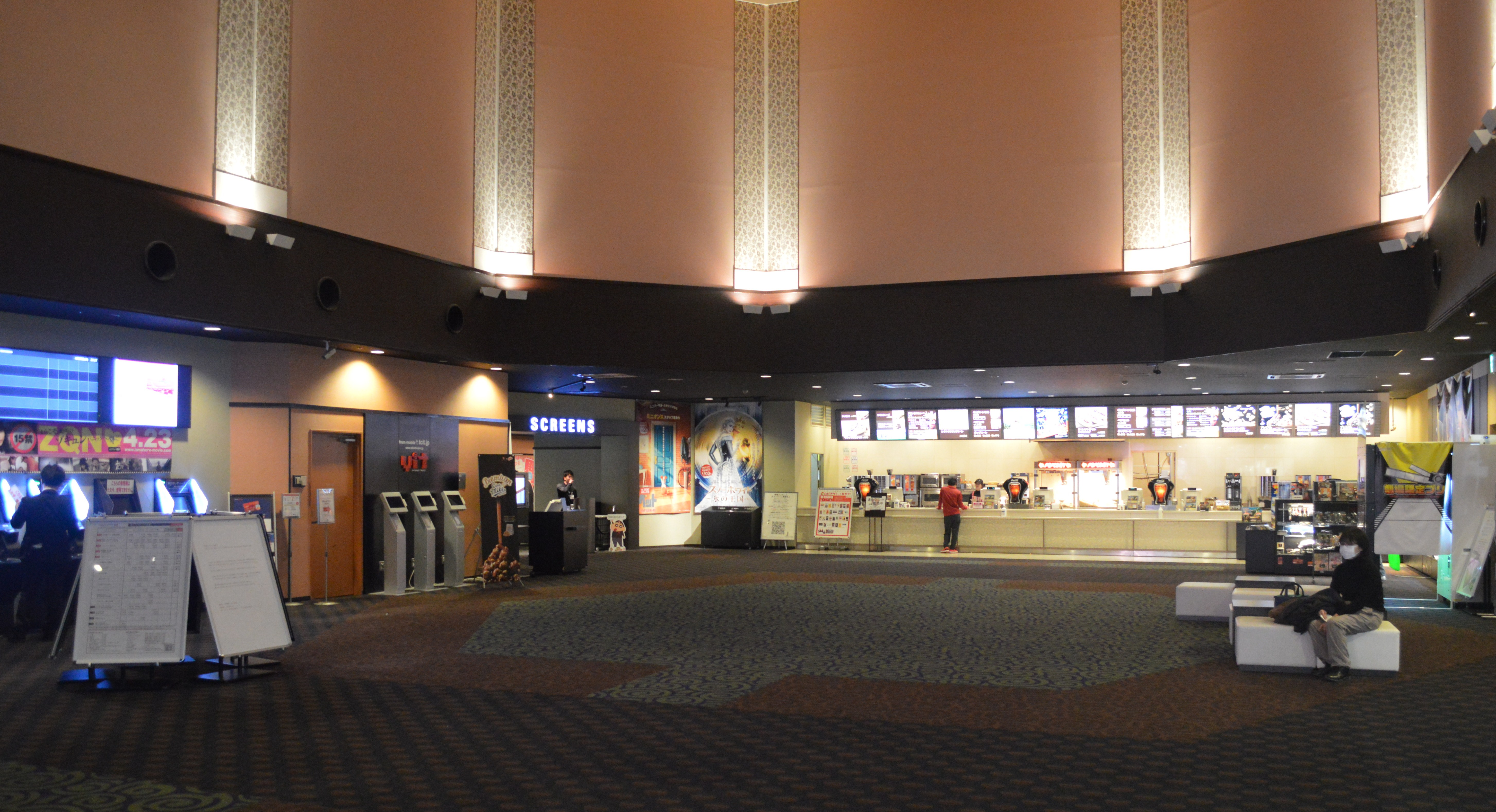
TOHOシネマズ東浦

イオンモール東浦（イオンモールひがしうら）は、愛知県知多郡東浦町大字緒川に立地する大型ショッピングセンターである。

## 概要
東浦町が進めていた緒川駅東土地区画整理事業における核となる商業施設として、イオンモールをデベロッパーに据え、2001年（平成13年）7月24日に「イオン東浦ショッピングセンター」として開業した。
当施設を含めた郊外型の商業施設が知多半島に立地したため、従来の知多半島の主要な商業地であった知多半田駅周辺に大きな影響を与えたとされている。
建物については、三菱商事がUBSと設立した不動産投資信託でイオングループの物件を多数保有する日本リテールファンド投資法人 が所有している。
開業時点では商業施設面積約56,334m2 のうち店舗面積が約46,644m2で、約4,000台収容の駐車場を併設していた。
2007年（平成19年）8月21日に、運営会社のイオンモールとダイヤモンドシティが合併したことに伴い、同年9月22日に「イオンモール東浦」に名称を変更した。
2009年（平成21年）時点では「ジャスコ東浦店（現・イオンスタイル東浦）」や「メガマート東浦店」、スポーツオーソリティといったイオングループの大型店の他に、トイザらスも出店するなど大型店が複数出店する形となっていた。
また、シネマコンプレックスも併設されていた。
駐車場は無料駐車場。2008年（平成20年）2月17日には北西に隣接して約800台収容の立体駐車場棟（2階 - 4階、屋上階）が開設され、当施設全体の駐車台数は約4,500台に拡大した。
この立体駐車場棟を改装してイオンモールとしては初となる結婚式場のほかブライダル関連の専門店などを入居させ、2010年（平成22年）3月14日には「エンジョイライフ館」として新装開業した。現在は平面駐車場、ピロティ駐車場、3階駐車場、屋上駐車場がある。
2011年（平成23年）3月1日、イオングループの総合スーパー店名統一に伴ない、本施設の核店舗「ジャスコ東浦店」も「イオン東浦店」へ改称した。
2019年（平成31年）3月21日に既存棟のテナントの入れ替え等の改装が完了しリニューアルオープンした。さらに同年の4月19日には、本館店舗東側に立地する平面駐車場の一部を活用し、増床棟がグランドオープンした。また、イオン側の平面駐車場はピロティ駐車場へとリニューアルした。

## 歴史
- 2001年（平成13年）7月24日 - イオン東浦ショッピングセンターとして開店[2][3]。
- 2007年（平成19年）9月22日 - イオンモール株式会社と株式会社ダイヤモンドシティが合併したことに伴い、「イオンモール東浦」に名称変更[11]。
- 2008年（平成20年）2月17日 - 隣接して約800台収容の立体駐車場棟を開設[10]。
- 2009年（平成21年）9月12日から10月18日 -  駐車場でポップサーカス東浦公演が開催される[18]。
- 2010年（平成22年）3月14日 - 立体駐車場棟を改装し、「エンジョイライフ館」として新装開業[16]。
- 2019年（平成31年）3月21日 - 既存棟を改装し、リニューアルオープン。
- 2019年（平成31年）4月19日 - 増床棟がグランドオープン。
- 2024年11月23日-2025年1月19日-駐車場でポップサーカス愛知公演が開催される。

## 主なテナント

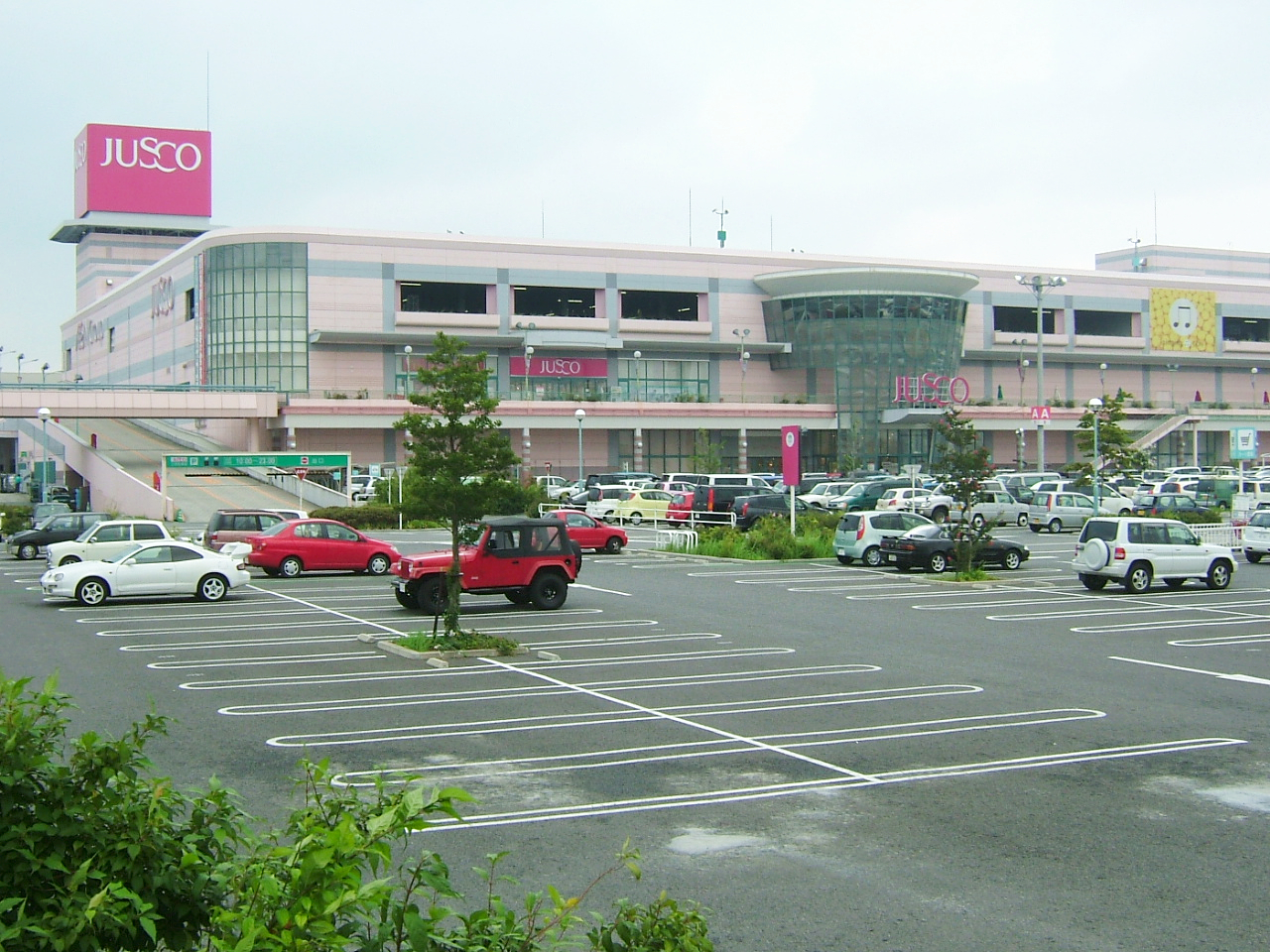
イオンスタイル東浦（当時はジャスコ、後にイオン）

2009年（平成21年）時点では「ジャスコ東浦店」（現：イオン東浦店→イオンスタイル東浦）や「メガマート東浦店（現：キッズ共和国→キッズリパブリック）」、スポーツオーソリティなどといったイオングループの大型店の他に、トイザらスも出店するなど大型店が複数出店する形となっていた。
専門店街のモールの長さは約160mである。
2010年（平成22年）3月14日には立体駐車場棟の一部が「エンジョイライフ館」として新装開業し、イオンモールとしては初となる結婚式場のほかブライダル関連の専門店などが入居した。
モール専門店街の出店テナント全店の一覧・詳細情報は公式サイト「ショップガイド」を、営業時間およびATMを設置する金融機関の詳細は公式サイト「営業時間・サービス案内」を参照。

### TOHOシネマズ東浦
2階にあり、9スクリーン／1,786席（車椅子15席）を有するTOHOシネマズ株式会社が経営・運営するシネマコンプレックス。
- 2001年（平成13年）7月20日 - 中部興行の運営・経営による『イオン東浦東宝シネマ9』として開館。
- 2002年（平成14年）3月1日 - 中部東宝へ運営・経営を移管。
- 2005年（平成17年）2月25日 - 『TOHOシネマズ東浦』に改称[19]。
- 2008年（平成20年）3月1日 - TOHOシネマズに運営・経営を移管。

## 交通アクセス

### 路線バス
最寄りのイオン東浦停留所には東浦町運行バス「う・ら・ら」と、JRバス関東・JR東海バスにより運行される高速バス「知多シーガル号」（東京駅 - 知多半田線）が発着する。このほか緒川駅前からは東浦町運行バスのほか、知多乗合（知多バス）の知立駅・刈谷駅 - 中部国際空港線が発着する。